# Euplectes gierowii
El obispo negro (Euplectes gierowii) es una especie de ave paseriforme de la familia Ploceidae propia del África subsahariana tropical.

## Descripción

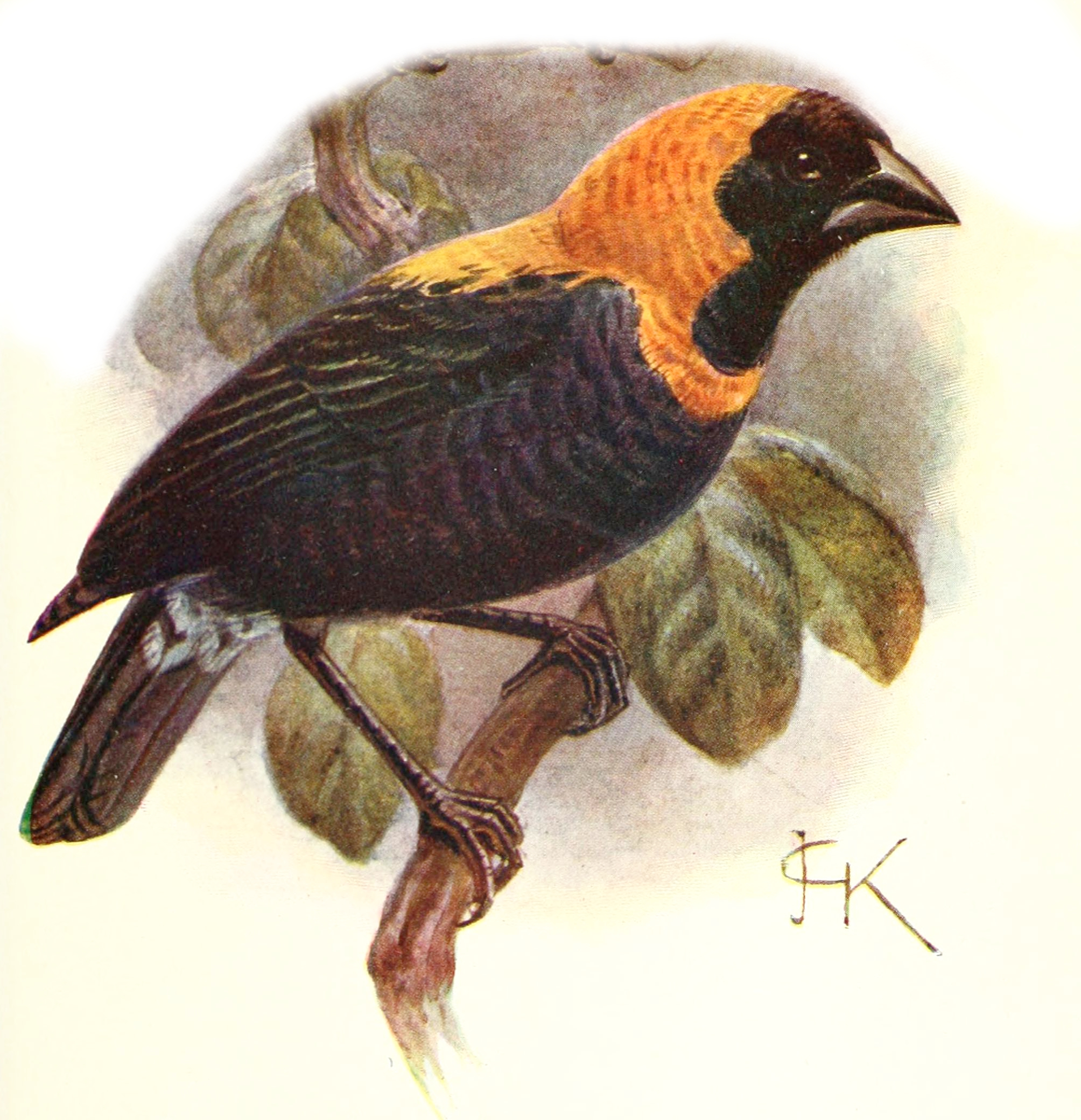
Ilustración de E. g. ansorgei de J. G. Keulemans (1899).

El obispo negro mide entre 14 y 16 cm de largo, por lo que es una especie grande entre los integrantes de su género. El macho tiene el plumaje reproductivo en su mayor parte negro (parte frontal de la cabeza, alas, pecho, vientre y cola. En cambio, la parte posterior de la cabeza, cuello y una lista en la parte superior del pecho son de color anaranjado o rojo anaranjado. Las coberteras de la parte inferior de la cola son de color anteado claro con veteado negro, y las plumas de las alas también presentan un fino borde claro. La espalda es amarilla o amarilla anaranjada en las subespecies nominal y ansorgei, mientras que es naranja en friederichseni. La gargata es de color rojo escarlata en la subespecie nominal y negra en ansorgei. La subespecie friederichseni tiene las coberteras de la parte inferior de color amarillento. El obispillo es de color pardo. Su pico cónico es negro y sus son patas pardas. Las hembras son de tonos pardos, claros en las partes inferiores y negruzcos en las superiores, con las plumas de espalda y las coberteras de alas con bordes claros lo que le da un aspecto veteado, pero los bordes de las plumas de vuelo son negros. Además presentan anchas listas superciliares blanquecinas. Los machos fuera de la época de cría, tienen un patrón parecido al de las hembras pero más oscuro, con garganta y listas superciliares amarillentos. Los juveniles se parecen a las hembras pero con el monteado del pecho más pequeño.

## Taxonomía
El obispo negro fue descrito científicamente por el ornitólogo alemán Jean Cabanis en 1880, que lo nombró en honor del explorador sueco por Angola, H. Gierow. Algunos taxónomos lo clasificaron junto a E. aureus y E. hordeaceus separados en el género Groteiplectes.
Un estudio genético del género Euplectes publicado en 2008 reveló que formaba parte de un clado junto al obispo diademado (E. diadematus), el obispo alinegro (E. hordeaceus), el obispo anaranjado (E.  franciscanus), el obispo rojo (E. orix), el obispo de Zanzíbar (E. nigroventris) y el obispo acollarado (E. ardens).
Se reconocen tres subespecies de obispo negro:
- E. g. ansorgei (E. Hartert, 1899) - vive en Camerún, la República Centroafricana, República Democrática del Congo, Sudán del Sur, Etiopía, Uganda y Kenia — especialmente alrededor del lago Victoria y Kakamega.[3] El nombre de la subespecie conmemora a su descubridor W. J. Ansorge.[5]
- E. g. gierowii Cabanis, 1880 - se encuentra en Angola y la República Democrática del Congo.
- E. g. friederichseni Fischer y A. Reichenow, 1884 - ocupa Kenia y Tanzania, alrededor de Babati, y en menor cantidad llega hasta el lago Manyara y el parque nacional Serengueti.

## Distribución y hábitat
Se encuentra principalmente en herbazales, zonas de matorral y humedales de África central, el norte de la región de los Grandes Lagos de África y el macizo etíope.

## Comportamiento
El obispo negro no es muy gregario, aunque puede encontrarse en pequeñas bandadas. Los machos defienden un territorio durante la época de cría. Probablemente la especie practica la poliginia.